# Fruška Gora

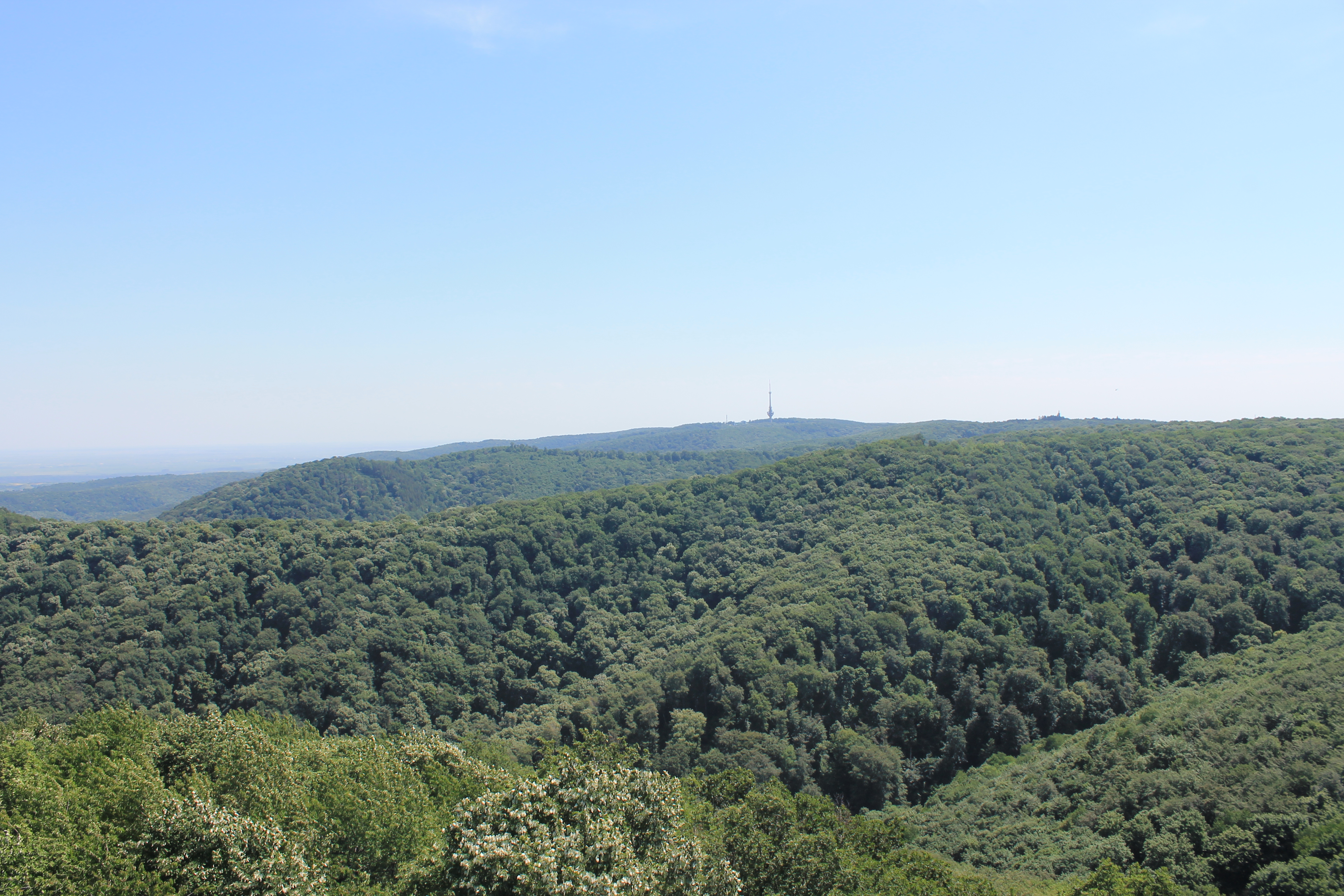
Parque Nacional de Fruška Gora.

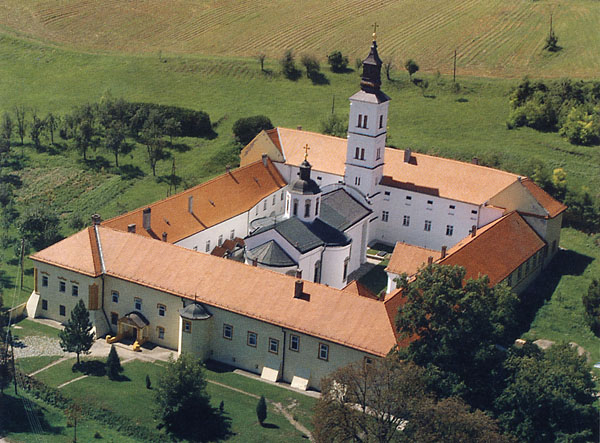
Monasterio de Krušedol.

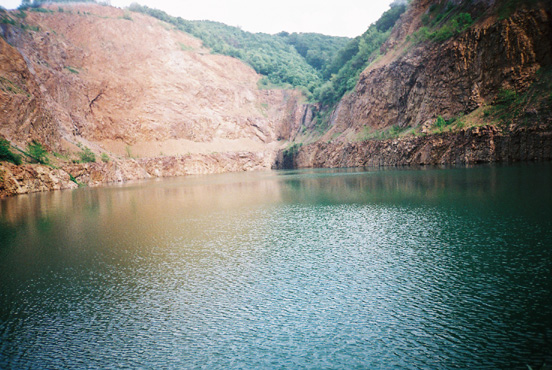
Lago de Ledinci.

Fruška Gora (Serbio: Фрушка Гора, Fruška Gora, Croata: Fruška Gora, Húngaro: Tarcal, Latín: Alma Mons) es una montaña en el norte de Sirmia, en Serbia, célebre por sus hermosos paisajes, su naturaleza y los monasterios ortodoxos que allí se encuentran. Una pequeña parte del oeste de la montaña se encuentra en Croacia.
La montaña mide unos 80 por 15 km. La cima es Crveni Čot con 539 m.
Las laderas de Fruška Gora son muy adecuadas para el cultivo de la uva, y en la región se producen diversas variedades de vino. Gran parte de la zona (unos 25.525 km²) ha sido un parque nacional de Serbia desde 1960.

## Parque Nacional
En 1960 se declaró un parque nacional en Fruška Gora, que tiene una superficie de 266,72 km². Es el parque nacional moderno más antiguo de Serbia.

### La vida vegetal
Se conserva una rica fauna fósil y casi el 90% de la zona del parque está cubierta de bosques. Las especies arbóreas predominantes son el tilo, el roble y el haya. La concentración de bosques de tilos es la más alta de Europa. Con el tiempo, el tilo se convirtió en la especie arbórea dominante, sustituyendo a los bosques de robles, antes mucho más grandes y dominantes, que se consideran la vegetación autóctona de Fruška Gora. En total, 1.500 especies de plantas habitan en el parque, de las cuales 200 están protegidas. También hay 400 especies de hongos. Entre las plantas endémicas panónicas se encuentran la planta de pan tártaro (Crambe tataria), el puerro silvestre de hoja ancha y el Arnica montana húngara. Hay unas 30 especies de orquídeas en el parque.
En la década de 2010, la planta cultivada predominante en las estribaciones de la montaña y los vastos campos circundantes, fue la colza. En marzo de 2020 se anunció que se había encontrado azafrán de bosque en la montaña. En Serbia se encuentran unas 20 especies de azafrán, pero nunca se encontraron en Fruška Gora. Se encontró en un solo lugar, pero ya se ha extendido a varios miles de plantas individuales.
En 2020 se plantarán 60.000 nuevos árboles en el parque.

### La vida animal
Entre las especies de insectos protegidos figuran el anillo dorado de los Balcanes, ciertas especies de libélulas y moscas voladoras y el escarabajo de tierra húngaro, que ya se extinguió en algunos otros países europeos. El parque es también el hábitat de 13 especies de anfibios y 11 de reptiles, de los cuales 14 están protegidos, entre ellos la salamandra y la víbora europea.
El parque es el hogar de 211 especies de aves. El símbolo de Fruška Gora es el águila imperial oriental, hoy en día sólo quedan 2 o 3 parejas reproductoras. Hay 60 especies de mamíferos, de las cuales 17 están protegidas, entre ellas el lirón gris, la marta de pino europea, el turón europeo y la musaraña de agua mediterránea. De las 30 especies de murciélagos que viven en Serbia, 15 habitan en la montaña y todas están bajo estricta protección. En enero de 2018, por primera vez después del decenio de 1960, se introdujeron más muflones en el parque. Se trasladaron 30 animales de Eslovaquia, lo que elevó el número de muflones en el parque a 70.

## Monasterios
No menos de 12 monasterios ortodoxos serbios han sido construido en las montañas de Fruska Gora, fundamentalmente con carácter hospitalario. Las fuentes históricas no los mencionan antes de las primeras décadas del siglo XVI, aunque su fundación data de los siglos XII al XV. Todos estos edificios monásticos se concentran en un sector que forma una banda de 50 km de largo por 10 km de ancho.
Lista de los monasterios:
- Beocin: Fecha de fundación desconocida, está mencionado por primera vez en los archivos turcos de 1566-1567.
- Bešenovo: según la leyenda, el monasterio de Bešenovo fue fundado por el rey Stefan Dragutin al final de siglo XIII. Se menciona por primera vez en 1545.
- Velika Remeta: la tradición atribuye su fundación al rey Stefan Dragutin. Documentos históricos dan fe de su existencia por primera vez en 1562.
- Vrdnik-Ravanica: La fecha exacta de su fundación se desconoce. Los archivos indican que la iglesia fue construida en la época del metropolita Serafim en la segunda mitad del siglo XVI.
- Grgeteg: Según la tradición, el monasterio fue fundado por el déspota Zmaj Ognjen Vuk (Vuk Grgurević) en 1471. Su existencia está demostrada por primera vez en 1545-1546.
- Divša: probablemente fue fundado por el déspota Đorđe Branković al final del siglo XV. Se menciona por primera vez en la segunda mitad del siglo XVI.
- Jazak: el monasterio fue fundado en 1736, y en su interior reposan los restos del emperador Stefan Uroš V.
- Krušedol: El monasterio fue fundado entre 1509 y 1516 por el obispo Maksim, (déspota Đorđe Branković) y por su madre Angelina.
- Kuveždin: La tradición atribuye su fundación a Stefan Štiljanović. La primera mención demostrativa se remonta a 1566-1569.
- Mala Remeta: la tradición atribuye su fundación al rey Stefan Dragutin. Se menciona por primera vez a mediados del siglo XVI.
- Novo Hopovo: según la tradición, el monasterio fue construido por los déspotas de la dinastía Branković. La primera mención fiable de la fecha de la creación del monasterio data del 1641.
- Privina Glava: según la leyenda, Privina Glava fue fundado por un hombre llamado Priva en el siglo XII. Los archivos dan fe de su existencia en 1566-1567.
- Petkovica: según la tradición fue fundado por Jelena, la viuda de Stefan Štiljanović. Los archivos dan fe de su existencia en 1566-1567.
- Rakovac: Según un documento con fecha de 1704, Rakovac fue fundado por cierto Raka, cortesano del déspota Jovan Branković. El documento precisa que fundó el monasterio en 1498. los archivos dan fe de su existencia en 1545-1546.
- Staro Hopovo: Según la tradición, el monasterio fue fundado por el obispo Maksim (Djordje Branković). Los archivos dan fe de su existencia en 1545-1546.
- Šišatovac: la fundación del monasterio se atribuye a los monjes venidos del monasterio de Žiča. Está atestiguado a mediados del siglo XVI.